# مارتن فلاهرتي
مارتن فلاهرتي (بالإنجليزية: Martin Flaherty)‏ هو لاعب كرة قاعدة أمريكي، ولد في 24 سبتمبر 1853 في ورسستر في الولايات المتحدة، وتوفي في 10 يونيو 1920 في بروفيدنس في الولايات المتحدة.

## وصلات خارجية
- مارتن فلاهرتي على موقعبيزبول رفرنس.كوم (الدوري الرئيسي) (الإنجليزية)
- مارتن فلاهرتي على موقع جمعية أبحاث البيسبول الأمريكية (الإنجليزية)